# NASCAR Craftsman Truck Series de 2000
A Temporada da NASCAR Craftsman Truck Series de 2000 foi a sexta edição da NASCAR Camping World Truck Series, com 26 etapas disputadas o campeão foi Greg Biffle.